# Panorama Tools
Panorama Tools sind eine Sammlung von Programmen und Bibliotheken zum Erstellen von Panoramabildern. Sie werden auch von Panoramaprogrammen, unter anderem hugin und Autopano, verwendet.
Ursprünglich entwickelt wurden die Panorama Tools von dem deutschen Physik- und Mathematikprofessor Helmut Dersch, der diese erstmals 1998, von ihm eigens erarbeitet, veröffentlichte. Nach rechtlichen Zwistigkeiten mit dem Grafikprogramm-Entwickler iPIX zog er sich freiwillig 2001 zurück, und die Entwicklung wurde von anderen Programmierern fortgesetzt.
2003 veröffentlichte er PTViewer 3 (und PTViewerME für mobile Geräte), womit HDR-Szenen angezeigt werden können. 2008 veröffentlichte er PTStitcherNG, einen ultraschnellen Streaming-Panorama-Stitcher, der teilweise mit seinem alten PTStitcher kompatibel ist und von PTGui unterstützt wird. Im Januar 2010 folgte PTViewerNG als Prototyp für einen sphärischen Panorama-Viewer mit WebGL / HTML5.
Im August 2007 entschied sich Helmut Dersch, die Panorama Tools unter einer GNU Lesser General Public License neu zu lizenzieren.